# Carmilla (roman av Sheridan Le Fanu)

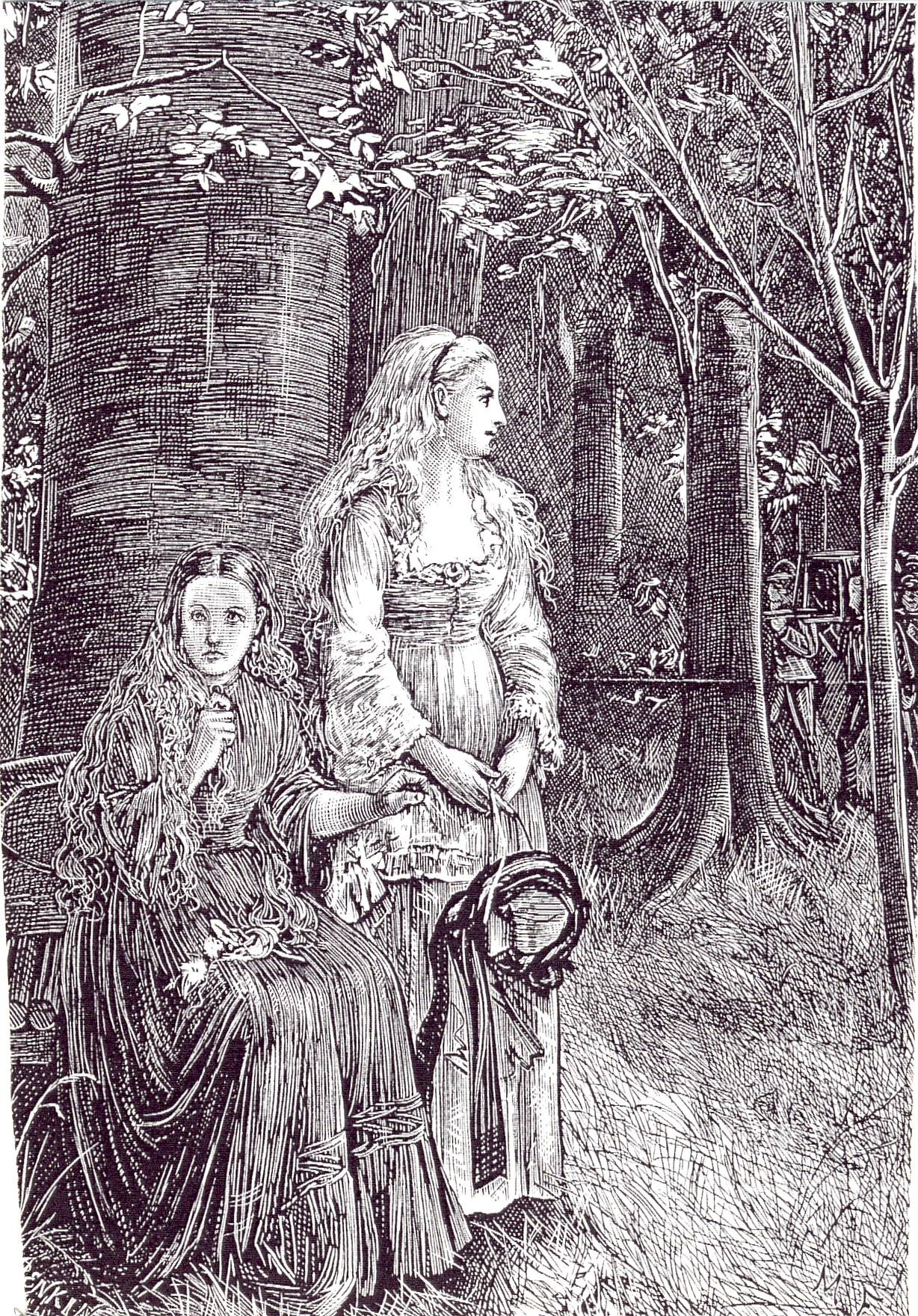
Illustration från 1872, av Michael Fitzgerald.

Carmilla är en kortroman av den irländske författaren Sheridan Le Fanu, publicerad 1872. Romanen är namngiven efter en av personerna i berättelsen, och hon betraktas som den första kvinnliga vampyren i litteraturen.

## Handling
En ung kvinna, Laura, bor med sin far och tjänstefolk i ett slott ensligt beläget i Österrikes skogar. När ett egendomligt sällskap anländer i en vagn framförd av galopperande hästar sker en olycka, vagnen välter och en ung avsvimmad kvinna lyfts ut. En äldre dam som säger sig vara kvinnans mor anser sig inte kunna ta med den sköra kvinnan utan ber att hon ska få stanna kvar i slottet vilket Laura och hennes far accepterar. En stark och erotisk attraktion uppstår mellan Laura och Carmilla, som kvinnan uppger som sitt namn; hon är i övrigt helt förtegen om sin bakgrund. Egendomligheter börjar emellertid uppträda: Laura upplever ett nattligt besök av en obehaglig varelse och får en stingande känsla i bröstet, ett restaurerat familjeporträtt av en grevinna Mircalla visar stor likhet med Carmilla, unga kvinnor i trakten drabbas av oförklarlig svaghet och dör slutligen. Genom faderns äldre vän, vars dotter avlidit på samma sätt, lokaliserar man en grav där grevinnan Mircalla ska ha begravts 150 år tidigare. Den öppnas och den som vilar där förefaller vara identisk med Carmilla. Hon oskadliggörs och hela historien återberättas av Laura många år senare.

## Betydelse
Carmilla skrevs under en tid då övernaturliga fenomen, spök- och skräckhistorier i den gotiska traditionen var vanligt förekommande i litteraturen och präglade större delen av Sheridan Le Fanus författarskap. Berättelsen publicerades ursprungligen som en av fem noveller i samlingen In a Glass Darkly. Gemensamt för novellerna är "världens första ockulta detektiv" doktor Martin Hesselius. I Carmilla omnämns denne dock bara i prologen. Carmilla väckte uppståndelse bland dåtidens läsare inte minst för sitt sexuella innehåll och den förbjöds under en tid men vann också popularitet. Berättelsen anses ha varit inspirationskälla till samtida skräcklitteratur och omnämns speciellt ha inspirerat Bram Stoker till romanen Dracula, 1895. Carmilla har blivit föremål för tolkningar ur många perspektiv såsom skuld och straff, sökande efter kunskap, lesbisk kärlek och könsmaktsordning. Den amerikanske litteraturprofessorn Elizabeth Signorotti jämför Carmilla och Dracula ur ett genusperspektiv. Hon ser Lauras och Carmillas relation som en kvinnornas utmaning av den rådande manliga maktstrukturen medan i Dracula återtas den manliga kontrollen över kvinnokroppen.
Carmilla har ingått i flera antologier, bland andra den svenska Vampyrbiten, 1973. Det finns också flera filmer baserade på novellen: Carl Dreyers danska Vampyr, 1932, Roger Vadims franska Blod och rosor, 1960, Hammer Films Vampyren - en erotisk mardröm av Roy Ward Baker, 1970, och den spanska kultfilmen La novia ensangrentada (The Blood Spattered bride) av Vicente Aranda 1972.
I romanen Monster i terapi av Jenny Jägerfeld och Mats Strandberg, 2020, tar en ung kvinnlig terapeut emot historiska klienter, bland dessa Carmilla och Laura.